# Lou-Anne
Lou-Anne, prénom féminin, est une variante composée des prénoms Lou (prénom d'origine celtique signifiant lumière) et Anne (signifiant grâce en hébreu).